# Подгуцє
Подгуце (пол. Podhucie; укр. Підгуття) — село в Польщі, у гміні Тарнаватка Томашівського повіту Люблінського воєводства.
Розташоване на Закерзонні (в історичному Надсянні).
Населення — 84 особи (2011).

## Історія
Первісним населенням Підгуцця були русини-лемки, які компактно проживали на своїх історичних землях. 
У 1975—1998 роках село належало до Замойського воєводства.

## Демографія
Демографічна структура станом на 31 березня 2011 року:
|          | Загалом | Допрацездатний вік | Працездатний вік | Постпрацездатний вік |
| -------- | ------- | ------------------ | ---------------- | -------------------- |
| Чоловіки | 43      | 13                 | 22               | 8                    |
| Жінки    | 41      | 9                  | 21               | 11                   |
| Разом    | 84      | 22                 | 43               | 19                   |